# Polyrhachis wroughtonii
Polyrhachis wroughtonii är en myrart som beskrevs av Auguste-Henri Forel 1894. Polyrhachis wroughtonii ingår i släktet Polyrhachis och familjen myror. Inga underarter finns listade i Catalogue of Life.